# Dornröschen und der Fluch der siebten Fee
Dornröschen und der Fluch der siebten Fee ist ein deutscher Fernsehfilm von Ngo The Chau aus dem Jahr 2024. Es handelt sich um eine Neuverfilmung des Märchens vom Dornröschen, frei nach Charles Perrault.

## Handlung
Nach dem Tode des Vaters hat sein ältester Sohn Torin das Amt als Herzog übernommen. Sein jüngerer Bruder Parvus hat sich nicht um solche Sachen gekümmert, sondern ist am Wissen über Pflanzen interessiert und hat viel Zeit in der Forschungsstation des Biologen Johan verbracht.
Am 16. Geburtstag von Parvus beschließt Torin, dass es jetzt damit genug sei und Parvus eine Ausbildung in Schwertkampf, Waffenkunde und Handelsstrategien beginnen müsse. Zugleich werden Johans Pflanzen eingesammelt und sollen auf den Müll geworfen werden. Bei dieser Gelegenheit wird Parvus von einer von ihm selbst gezüchteten Rose gestochen. Er verliert einen Tropfen Blut, aus dem eine weibliche Stimme spricht und Parvus um Hilfe ruft. Dieser verlässt daraufhin auf eigene Faust zu Pferd das heimatliche Schloss. Kurz darauf gerät er in ein Gewitter. Das Pferd erschrickt, wirft Parvus ab und galoppiert nach Hause.
Parvus ist nun mittellos und zu Fuß unterwegs. Er kehrt in einem Gasthaus ein, dessen Wirtin ihm von einer seit fast hundert Jahren verwunschenen Prinzessin erzählt. Da Parvus sein Essen nicht bezahlen kann, wird er der Zechprellerei beschuldigt, und die Wirtin versucht, auf ihn zu schießen. Es gelingt ihm gerade noch zu flüchten. Begleitet wird er dabei von einem Hund, der mit ihm sprechen kann. Er stellt sich vor als Amon, eine männliche Fee. Von ihm erfährt Parvus mehr über den Fluch. Einst herrschten in einem reichen Land König Mendacius und seine Frau Dolores. Sie hatten sich lange ein Kind gewünscht. Nachdem endlich ihre Tochter Rosabella geboren worden war, kamen sechs der sieben Feen des Königreiches, um ihr das Beste für ihre Zukunft zu wünschen. Rubia jedoch, die man nicht eingeladen hatte, verfluchte die Prinzessin: Sie werde sterben durch den Stich einer Spindel. Es gelang Amon, diesen Fluch abzumildern: Durch einen möglichen Stich werde das ganze Königreich in einen hundertjährigen Schlaf versetzt. Rosabella werde nur dann sterben, wenn der Fluch bis zum Ende der hundert Jahre nicht aufgehoben sei.
Mittlerweile sind Parvus und der Hund in einer Zwischenzone angekommen: Amon ist nun wieder ein Feerich, Parvus kann nicht mehr zurück. Er erfährt von Rosabellas Geist, dass die Eltern ihr verboten hatten, das Schloss zu verlassen. Freiheit fand sie nur in Büchern, ihr einziger Freund war Amon. An ihrem 16. Geburtstag wurden sämtliche Spinnräder der Bevölkerung auf dem Schlosshof verbrannt. Währenddessen wurde sie durch den Duft einer Rose in einen Raum im Keller gelockt, in dem Rubia saß und vorgab, ihr die Arbeit an einem Spinnrad beizubringen. Tatsächlich aber sollte sich Rosabella an der Spindel stechen, was auch geschah. Sofort fiel die gesamte Bevölkerung des Königreiches in einen tiefen Schlaf.
Nun lernt auch Parvus Rubia kennen. Von ihr erfährt er die Hintergründe: Sie war als Fee zuständig für das Leben und die Vergänglichkeit. Die Ausbildung ihrer magischen Kräfte ging ihr zu langsam, und ihr grenzenloser Wissensdurst ließ sie im Buch der Düsternis, Caligulum genannt, lesen. Daraufhin wurde sie von Solonia, ihrer ältesten Schwester, aus der Gruppe der Feen ausgeschlossen und war deswegen auch nicht zur Taufe der Prinzessin eingeladen worden.
Zwischen hier und dem Zentrum des Königreiches ist eine Dornenhecke gewachsen. Sie nennt sich Hecki und kann sprechen. Sie droht, jeden zu fressen, der versucht, zum Schloss zu gelangen. Amon und Parvus wollen sich unter der Hecke durchgraben, was aber wegen der dichten Wurzeln nicht gelingt. Nun ist auch Torin, auf der Suche nach seinem jüngeren Bruder, hinzugestoßen. Er versucht es mit dem Schwert, was ebenfalls nicht klappt. Hecki will gerade beginnen, ihn zu verschlingen, als sich Parvus einmischt mit dem Hinweis, Torin würde besser schmecken, wenn er gut gewürzt wäre. Hecki stimmt zu, weiß jedoch nicht, dass Parvus dafür Schwarzen Holunder verwendet. Da es Hecki nun schlecht wird, speit sie nicht nur Torin wieder aus, sondern lässt alle drei weiter zum Schloss ziehen.
Endlich gelangen sie auf den Hof. Den Zutritt zum Schloss verwehren ihnen aber fünf der Feen, nämlich Tharra, Lyra, Resilia, Empatija und Solonia, von denen ihr Bruder Amon geglaubt hatte, sie seien tot. Tatsächlich stehen sie unter einem Zauber von Rubia. Amon erlöst sie hiervon durch ein Lied, in dem er ihre guten Seiten besingt.
Inzwischen ist Parvus in den Kellerraum des Schlosses gelangt, wo er auf Rubia stößt. Von ihr erfährt er, dass sie Königin Dolores zur Schwangerschaft verholfen hatte, weshalb ihr König Mendacius den Job als Heilerin am Hofe zugesagt hatte. Wegen der Befürchtung, sie könne Schwarze Magie verwenden, überredete Dolores jedoch ihren Mann, sein Versprechen zu brechen. Daraufhin griff die zutiefst enttäuschte Rubia erneut auf das Caligulum zurück, um es für den Fluch zu verwenden. Seither untersteht sie selbst der bösen Macht des Buches. In den letzten Sekunden der hundert Jahre gelingt es Rubias Geschwistern und Parvus, den Fluch zu beenden als Beweis, dass das Gute das Böse besiegt. Aus Rubia wird eine Rose ohne Dornen. Rosabellas Eltern und Solonia erkennen, welche Fehler sie in der Vergangenheit begangen haben, und beschließen, daraus für die Zukunft zu lernen. Torin zollt seinem kleinen Bruder endlich Anerkennung.

## Produktion und Veröffentlichung
Der Märchenfilm Dornröschen und der Fluch der siebten Fee ist eine Produktion der Provobis Film, Produzent Jens C. Susa, in Koproduktion mit MIA Film im Auftrag des ZDF und wurde gefördert vom Tschechischen Staatsfonds der Kinematografie. Der Weltvertrieb liegt bei ZDF Studios (vormals ZDF Enterprises).
Die Dreharbeiten fanden vom 27. Februar bis zum 27. März 2024 in Tschechien statt. Der Song zum Film Who am I for you stammt von Anna-Marlene Bicking und Julian Altrock. Die Fernsehpremiere in Deutschland erfolgte am 6. Dezember 2024 im KiKA, im ZDF war der Film am 24. Dezember 2024 zu sehen.

## Kritiken
Tilmann P. Gangloff von Tittelbach.tv schrieb: „Die optisch opulente und stellenweise spektakuläre Variation des Märchenklassikers erliegt darstellerisch dem Hotzenplotz-Syndrom: Zu viele Mitwirkende waren offenkundig der Meinung, im Kinderfernsehen müsse man möglichst dick auftragen. Die Bildgestaltung von Regisseur Ngo The Chau, der mit „Dornröschen und der Fluch der siebten Fee“ (Provobis) bereits seine vierte ZDF-„Märchenperle“ inszeniert hat, ist allerdings herausragend wie stets.“
Im Filmdienst bekam der Film mäßige Kritiken: „Eine freie Märchenverfilmung mit visuell eindrucksvoll umgesetzten Momenten, aber einem eklatanten Mangel an Gespür für eine zur Geschichte passende Tonlage. Einige Sequenzen sind für jüngere Kinder zu unheimlich, während die Humoreinlagen überwiegend plump ausfallen und die darstellerischen Leistungen zwischen hölzern und überzogen liegen“
TV Spielfilm beschreibt den Film als Zeitgemäße und schön bunte Märchen-Variation und gibt einen Daumen hoch.